# Bjarkøya
Bjarkøya ligger i Harstad kommune i Troms og Finnmark fylke i Norge. Øen ligger nord for Grytøya og har et areal på 14,6 km². Højeste punkt på øen er Falkeberget på 248 moh. I 2001 havde Bjarkøya ca. 350 indbyggere.
Byen Nergård, som var kommunecenter i den tidligere Bjarkøy kommune, ligger på Bjarkøya. Øen har færgeforbindelse fra Austnes til Fenes på Grytøya og Altevik på Sandsøya. Den tidligere Bjarkøy kommune ønskede at knytte Sandsøya og Bjarkøya til Grytøya med undersøiske vejtunneler, som er navngivet Bjarkøyforbindelsen; Der var planlagt byggestart i 2013. 
Det er også forbindelse med hurtigbåd fra Austnes til Sandsøya, Harstad og Senja. 
69°0′9.8028″N 16°30′5.2740″Ø / 69.002723000°N 16.501465000°Ø